# Fjodor Vasziljevics Rüdiger
Fjodor Vasziljevics Rüdiger (oroszul: Фёдор Васильевич Ридигер) (Mitau ma Jelgava, 1783. december – Szentpétervár, 1856. június 2.) gróf, cári lovassági tábornok. Az 1848-49-es magyar szabadságharc ellen küldött cári intervenciós hadsereg egyik tábornoka.
Német eredetű családban született Kurlandban. A cári hadsereg tisztjeként részt vett a Napóleon elleni háborúkban, majd a novemberi felkelés leverésében. 1849-ben lovassági tábornoki rangban a cár főhadsegéde volt. 

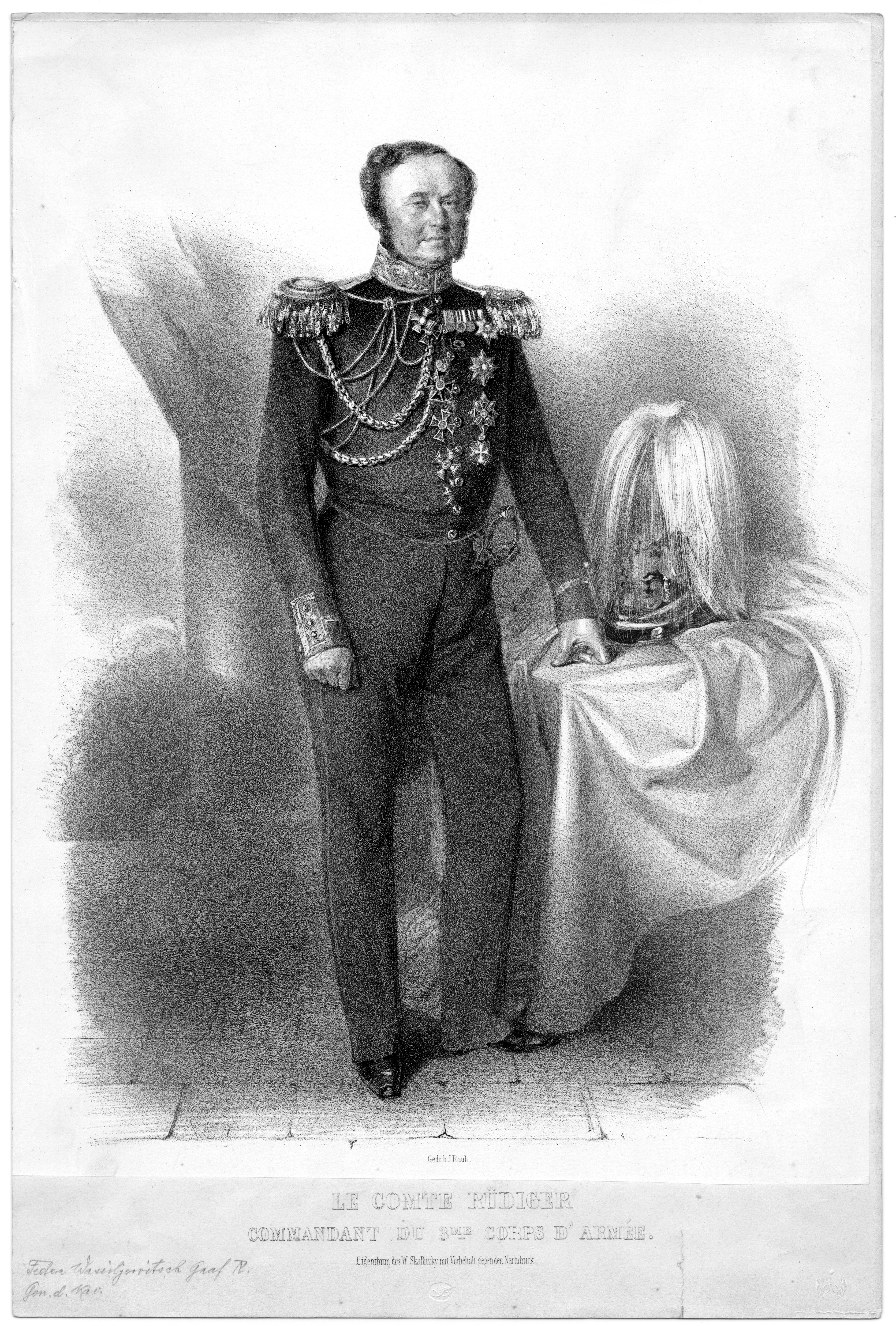
Fjodor Vasziljevics Rüdiger a cári intervenciós hadsereg III. hadtestének parancsnoka

1849 nyárán a cári intervenciós hadsereg III. hadtestének parancsnokává nevezték ki. Hadtestével részt vett az 1849. július 15–17-ei váci csatában, majd az augusztus 2-ai debreceni ütközetben. A váci csata után felszólította Görgei Artúrt a béketárgyalásokra. Augusztus 10-én a magyar minisztertanács az ő közvetítésével ajánlotta fel a magyar koronát a cári család valamelyik tagjának. 1849. augusztus 13-án a Világos melletti szőlősi síkon csapatai előtt tette le a fegyvert Görgei Artúr magyar honvédtábornok hadserege.
A szabadságharc előtt részt vett az 1828–29 között zajló orosz–török háborúban.